# مجلس الوزراء (قبرص)
مجلس الوزراء هو الفرع التنفيذي للحكومة القبرصية، ويتألف من الوزراء. يرأس المجلس رئيس قبرص والوزراء يرأسون الإدارات التنفيذية للحكومة. يدير الرئيس ووزرائه الحكومة والخدمات العامة المختلفة.

## المجلس الحالي
حكومة كريستودوليدس هي الحكومة الحالية لقبرص، وتشكل مجلس الوزراء. أدت اليمين الدستورية في 1 مارس 2023، وتتألف من أعضاء من مختلف الأحزاب السياسية والتكنوقراط المستقلين.  

## مجلس الوزراء
| المنصب                                 | الاسم                    | الفترة                       |
| -------------------------------------- | ------------------------ | ---------------------------- |
| الرئيس                                 | نيكوس كريستودوليدس       | 28 فبراير 2023 - شاغل المنصب |
|                                        |                          |                              |
| وزارة الخارجية                         | كونستانتينوس كومبوس      | 1 مارس 2023 - شاغل المنصب    |
| وزير الداخلية                          | كونستانتينوس يوانو       | 1 مارس 2023 - شاغل المنصب    |
| وزير المالية                           | ماكيس كرافنوس            | 1 مارس 2023 - شاغل المنصب    |
| وزير الطاقة والتجارة والصناعة والسياحة | جيورجوس باباناستاسيو     | 1 مارس 2023 - شاغل المنصب    |
| وزير العمل والتأمينات الاجتماعية       | جيانيس بانايوتو          | 1 مارس 2023 - شاغل المنصب    |
| وزير الزراعة والموارد الطبيعية والبيئة | بيتروس زينوفوس           | 1 مارس 2023 - شاغل المنصب    |
| وزير التربية والثقافة                  | أثينا ميشيليدو           | 1 مارس 2023 - شاغل المنصب    |
| وزير العدل والنظام العام               | آنا كوكيدي بروكوبيو      | 1 مارس 2023 - شاغل المنصب    |
| وزير الدفاع                            | ميشاليس جيورجالاس        | 3 مارس 2023 - شاغل المنصب    |
| وزير النقل والاتصالات والاشغال         | الكسيس فافيديس           | 1 مارس 2023 - شاغل المنصب    |
| وزير الصحة                             | بوبي كناري               | 1 مارس 2023 - شاغل المنصب    |
| المتحدث باسم الحكومة                   | كونستانتينوس ليتيمبيوتيس | 1 مارس 2023 - شاغل المنصب    |
|                                        |                          |                              |
| نائب وزير لرئيس الجمهورية              | ايريني بيكي              | 1 مارس 2023 - شاغل المنصب    |
| نائب وزير للنقل البحري                 | مارينا هاتزيمانولي       | 1 مارس 2023 - شاغل المنصب    |
| نائب وزير للثقافة                      | ميكاليس هاتزيجيانيس      | 1 مارس 2023 - شاغل المنصب    |
| نائب وزير للسياحة                      | كوستاس كوميس             | 1 مارس 2023 - شاغل المنصب    |